# دون شولندر
دون شولندر (به انگلیسی: Don Schollander) ورزشکار مرد رشتهٔ شنا اهل کشور ایالات متحده آمریکا است. وی در بین سال‌های ‎۱۹۶۴ تا ۱۹۶۸ میلادی در مسابقات بازی‌های المپیک تابستانی در مجموع ۶ مدال، شامل ۵ مدال طلا و ۱ نقره را کسب کرد.